# Pirita JK Reliikvia
El Pirita JK Reliikvia es un club de fútbol estonio del distrito de Pirita, Tallin. Fue fundado en 2007 y actualmente juega en la III Liiga Norte, quinta división del fútbol estonio.